# Marainobia pulchella
Marainobia pulchella är en spindeldjursart som beskrevs av Meyer 1974. Marainobia pulchella ingår i släktet Marainobia och familjen Tetranychidae. Inga underarter finns listade i Catalogue of Life.